# ОШ „Професор Брана Пауновић” Рашанац
ОШ „Професор Брана Пауновић” у Рашанцу, насељеном месту на територији општине Петровац на Млави, државна је установа основног образовања.
Школа је основана 1865. године. Комплетно је реконструисана у другој половини деведесетих година 20. века. Школа у Рашанцу је централна, а поседује пет подручних одељења, у Старчеву, Дубочкој, Орљеву, Трновчу и Каменову, с тим што је школа у Каменову осмогодишња, док су школе у осталим подручним одељењима четворогодишње. 